# 11795 Fredrikbruhn
11795 Fredrikbruhn è un asteroide della fascia principale. Scoperto nel 1979, presenta un'orbita caratterizzata da un semiasse maggiore pari a 2,8752195 UA e da un'eccentricità di 0,1169923, inclinata di 1,02888° rispetto all'eclittica.